# Репяховка (Ростовская область)
Репяховка — хутор в Егорлыкском районе Ростовской области.
Входит в состав Егорлыкского сельского поселения.

## Население
| 1989 | 2002 | 2010 |
| ---- | ---- | ---- |
| 26   | ↘10  | ↗13  |

## Улицы
На хуторе имеется одна улица: Речная.